# 말필스시

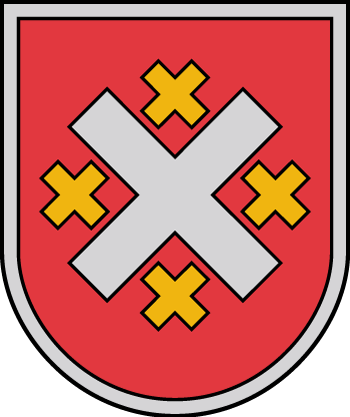
시 문장

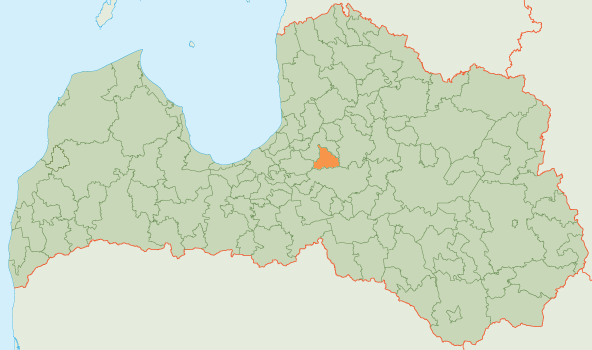
말필스 시의 위치

말필스시(라트비아어: Mālpils novads)는 라트비아의 지방 자치체로 행정 중심지는 말필스이며 면적은 220.9km2, 인구는 4,103명(2009년 기준), 인구 밀도는 19명/km2이다.